# Grigorij Mojsejevič Lemberg
Grigorij  Mojsejevič[zdroj⁠?!] Lemberg (rusky: Григорий Моисеевич Лемберг, 1873 Jelisavetgrad – 30. července 1945) byl rusko-židovský fotograf a kameraman.

## Životopis
Jako fotograf působil do roku 1911. Před únorovou revolucí natočil více než třicet filmů, v revolučních letech především dokumentárních.

## Filmografie
- 1916 – Aršin mal alan (TD „RUS“)
- 1916 – Sibiřský ataman (Filma bratjev Piron)
- 1926 – Stepnyje ogni (Mosfilm)[1]
- 1927 – Na kolejích (Lenfilm)[2]
- 1929 – Gul a Tolmaz (Uzbekkino)